# Mátyás Beleznay
Mátyás Beleznay – oft auch Mátyás Beleznai –  (* 20. Januar 1945 in Hegykő, Komitat Sopron) ist ein ungarischer Tischtennisspieler, Trainer und Sportdirektor. 

## Leben
Mátyás Beleznay machte 1963 seinen Schulabschluss. Ab 1959 spielte er Tischtennis für verschiedene Vereine, zunächst bis 1963 für Ózdi Kohász, von 1963 bis 1971 für VM Közért, von 1972 bis 1976 für Miskolci EMTE und von 1977 bis 1980 für Ceglédi VSE. Im Jahr 1969 erhielt er von der Hochschule für Leibeserziehung ein Diplom als Trainer.
Sein erster größerer Erfolg war der 3. Platz im Herrendoppel bei den ungarischen Landesmeisterschaften 1965. Bei den Landesmeisterschaften 1969 wurde er Dritter im Herreneinzel, im Herrendoppel und im gemischten Doppel. Bei den Landesmeisterschaften 1971 siegte er im Herreneinzel, belegte den 3. Platz im Herrendoppel und den 2. Platz im gemischten Doppel. Es folgten viele erfolgreiche Wettkämpfe, bis er 1977 seine aktive Laufbahn als Tischtennisspieler beendete.
Von 1966 bis 1973 bestritt er 96 Spiele in der Nationalmannschaft, 1967 wurde er in Ungarn zum Tischtennisspieler des Jahres gewählt und von 1976 bis 1977 war er Leiter der Fachaufsicht im ungarischen Tischtennisverband. Von 1979 bis 1982 arbeitete er als Trainer im Irak. 